# Pinheyagrion angolicum
Pinheyagrion angolicum är en trollsländeart som först beskrevs av Elliot C.G. Pinhey 1966.  Pinheyagrion angolicum ingår i släktet Pinheyagrion och familjen dammflicksländor. IUCN kategoriserar arten globalt som livskraftig. Inga underarter finns listade i Catalogue of Life.